# Kongói páva
A kongói páva (Afropavo congensis) a madarak osztályának tyúkalakúak (Galliformes) rendjébe és a fácánfélék (Phasianidae) családjába tartozó Afropavo nem egyetlen faja.

## Rendszerezése
A nemet és a fajt is James Chapin amerikai ornitológus írta le 1936-ban.

## Előfordulása
A Kongói Demokratikus Köztársaság központi, Kongó-medencéjében található. Természetes élőhelyei a szubtrópusi és trópusi síkvidéki esőerdők. Állandó, nem vonuló faj.

## Megjelenése
Testhossza 60-70 centimétert.  Tollazata mélykék, fémes zöld és ibolyaszínű árnyalattal. Csupasz, toll nélküli nyaka vörös, lába szürke, fekete farktollazata tizennégy kormánytollból áll, az ázsiai fajoknál látható farkfedő tollai nincsenek. Fejét hosszú fehér, szőrszálhoz hasonlító tollakból álló bóbita díszíti, mely a hátsó részén sötétebb színű. A tojó általában gesztenyebarna, teste alsó része fekete, háta fémes zöld, bóbitája rövid, gesztenyebarna. Mindkét nem hasonlít az ivaréretlen kék pávára, ezért az első kitömött madarakat tévesen osztályozták, mielőtt felismerték, hogy önálló fajt alkotnak.
|  |  |

## Életmódja
Táplálékát főként gyümölcsök és gerinctelen állatok, vízi rovarok, termeszek alkotják. A kakas, más pávákhoz hasonlóan szintén díszes farktollait terjeszti ki, így csábítva a tojót, de míg a többi pávafaja a felső farkfedő tollait teszi szemlére, a kongói páva magukat a farktollakat terjeszti ki. A kongói páva kakasa monogám életmódot folytat, ez a fogságban megfigyelt madarak esetén bizonyított, a természetes élőhelyen még megerősítésre szorul.

## Szaporodása
Élőhelye nehéz megközelíthetősége miatt, természetes környezetében még kevés adat áll rendelkezésre a kongói páváról. Az ivarérettséget a tyúkok egyéves korukra, a kakasok kétéves korukra érik el. A kakasokon a második évig nem alakul ki a díszes tollazat. A fogságban tartott madaraknál megfigyelhető volt a párok kötődése. A kakas díszes fark- és szárnytollait kiterjesztve udvarol a tyúknak, akinek élelmet is kínál. A fogságban megfigyelt kongói pávák 2-4 tojást tojnak, a tojásokat a talajszintnél magasabban épített fészekbe helyezik el. A fiókák körülbelül 26-28 napos költés után kelnek ki a tojásból. A költés csak a tyúk feladata, ennek során a kakas a fészek közelében marad, a tyúk csak ritkán, táplálkozás céljából hagyja el a fészket. A fiókákat kikelésük után mindkét szülő kíséri, és eteti, bár a fejlettebbek hamarosan képessé válnak az élelem megkeresésére. Az első néhány hétben szinte kizárólag rovarokkal táplálkoznak.
|  |

## Természetvédelmi helyzete
Az élőhely elvesztése, az alacsony számú populáció és bizonyos területeken a vadászat miatt a kongói páva a Természetvédelmi Világszövetség (IUCN) Vörös listájára került sebezhető fajként. Élőhelyét bányászat, fakitermelés, mezőgazdasági termelés veszélyezteti. Mivel élőhelyének csökkenése folytatódik, ezért a faj természetvédelme jobbára csak a védett területeken folyik. Fontos populációi léteznek a Maiko Nemzeti Parkban, a Salonga Nemzeti Parkban, az Okapi Vadrezervátumban és a Kahuzi-Biéga Nemzeti Parkban.
Körülbelül 150 kongói páva él fogságban, csaknem kizárólag állatkertekben. Szaporításukat nemzetközi szinten koordinálják, hogy a faj genetikai sokszínűsége fennmaradhasson, ezért különböző állatkertek válogatott egyedeit szaporítják. A fogságban tartott populáció nemcsak a faj természetes élőhelyéről történő eltűnése esetére nyújt biztosítékot, hanem lehetőséget ad a faj ökológiai igényeinek tanulmányozására, mely segíthet a szükséges természetvédelmi lépések megtételében.